# Gimme Little Sign
Gimme Little Sign è un brano musicale di Brenton Wood del 1967 con Joe Hooven e Jerry Winn.

## Storia
La canzone fu pubblicata nel 1967 nell'album Oogum Boogum. La versione di Wood raggiunse il nono posto nella classifica Billboard Hot 100 statunitense nelle settimane del 14 e 21 ottobre 1967, e si classificò anche nella top 10 della UK Singles Chart, in Australia e nella Hit Parade Italiana nell'aprile 1968. 

## Versioni in italiano
Con il titolo Se io ti regalo un fiore sono state realizzate delle cover de I Barritas e dei The Four Kents